# Mike Piazza’s Strike Zone
A Mike Piazza’s Strike Zone baseball-videójáték, melyet a Devil’s Thumb Entertainment fejlesztett és a GT Interactive jelentetett meg. A játék 1998. június 16-án jelent meg Észak-Amerikában, kizárólag Nintendo 64-re. Ugyan a játék reklámarca Mike Piazza volt, azonban az 1997-es Major League Baseball-szezon összes játékosa szerepel benne. A Strike Zone-ban mind a harminc MLB-csapat és azok stadionjai is helyet kapott, azonban a játékosok saját csapatot és ligát is létrehozhatnak.

## Játékmenet
A Mike Piazza’s Strike Zone-ban a baseballozók különböző ütő- és dobóstílussal rendelkeznek, illetve a staminájuk is eltérő, ami a pontosságukra van hatással. Amikor a játékos üt, akkor a labda piros vagy kék színű lángszerű nyomot hagy maga után, ezzel jelezve, hogy az az ütőzónán belül vagy kívül fog áthaladni. Mivel a szezonmód mentése a hivatalos Controller Pak mind a 123 oldalát felhasználja, ezért a játékos által létrehozott csapat elmentéséhez különálló memóriakártyára van szükség. Ha a játékos úgy indította el a játékot, hogy a kontrollerben egy Rumble Pak volt, azt játék közben nem cserélheti ki egy Controller Pakre, így a játékállás elmentéséhez egy másik kontrollerre is szükség van.

## Fogadtatás
A játékot a megjelenése előtt pozitívan fogadta a szaksajtó; kiemelve a testreszabható opciók széles tárát. Ezzel szemben, amikor a játék megjelent elsősorban negatív kritikai fogadtatásban részesült; a GameRankings kritikaösszegző weboldalon 36/100%-os pontszámon áll.
A kritikusok a játék gyenge grafikáját és ennek ellenére bekövetkező lassulásokat, a hangfájlok kevés számát, az újra és újra megismétlődő hangokat, az egyszerű játékmenetet és az irreális hazafutásokat is negatívumként emelték ki. A Strike Zone-t gyakran negatívan hasonlították össze az ugyanabban az évben megjelent All-Star Baseball 99 és Major League Baseball Featuring Ken Griffey Jr. játékokkal.
A Next Generation 1/5 csillagra értékelte a játékot, kiemelve, hogy „Ebben az évben Nintendo 64-en valójában csak kettő baseballjáték érdemelheti ki a választásunkat – a Strike Zone nem tartozik ezek közé.” A Total! német magazin 4+/10-es pontszámot adott a játékra, megjegyezve, hogy az az All-Star Baseball 99 és Major League Baseball Featuring Ken Griffey Jr. játékokkal szemben semmi pozitívummal sem rendelkezik. Az IGN 3/10-es pontszámmal díjazta a játékot, és a Total!-hoz hasonlóan a játék egyetlen aspektusát sem találta jobbnak a riválisainál, illetve a Strike Zone-t csak azoknak ajánlja megvételre, „akik a konzol legkevésbé megkapó baseballjátékát keresik”. A Total 64 30/100-as pontszámot adott a játékra, kiemelve, hogy „A Mike Piazza’s Strike Zone lépésről lépésre útmutató arról, hogy hogyan ne csináljunk baseballjátékot. Dühítően nehéz és abszurd vele játszani, rosszabbul néz ki és rosszabbul szól, mint egy ocsmány Mega Drive-játék, nem ránt vissza egy újabb menetre és rendkívüüüüül unalmas.”

## Fordítás
- Ez a szócikk részben vagy egészben  a   Mike Piazza's Strike Zone című angol Wikipédia-szócikk ezen változatának fordításán alapul.  Az eredeti cikk szerkesztőit annak laptörténete sorolja fel. Ez a jelzés csupán a megfogalmazás eredetét és a szerzői jogokat jelzi, nem szolgál a cikkben szereplő információk forrásmegjelöléseként.